# Movimiento de la Fe Alemana
El Movimiento de la Fe Alemana (en alemán: Deutsche Glaubensbewegung) fue un movimiento religioso en la Alemania nazi (1933–1945), estrechamente asociado con el profesor de la Universidad de Tübingen, Jakob Wilhelm Hauer. El movimiento buscó alejar a Alemania del cristianismo hacia una religión basada en el paganismo germánico y las ideas nazis.

## Historia
Las ceremonias del movimiento incluyeron sermones, música clásica alemana e himnos políticos.
En su ensayo de 1936 "Wotan", el psicólogo suizo Carl Jung habla de Ergriffenheit, explicado en la versión inglesa como "un estado de ser secuestrado o poseído", y caracteriza a Alemania como "infectada ... rodando hacia la perdición". Sin embargo, Jung considera al Movimiento de la Fe Alemana como "personas decentes y bien intencionadas que honestamente admiten su Ergriffenheit y tratan de aceptar este hecho nuevo e innegable". Elogia el libro de Hauer Deutsche Gottschau como un intento de "construir un puente entre las fuerzas oscuras de la vida y el brillante mundo de las ideas históricas".
El movimiento tuvo alrededor de 200.000 seguidores en su apogeo (menos del 0.3% de la población). Tras la llegada de los nazis al poder, obtuvo los derechos de tolerancia civil de Rudolf Hess, pero nunca el trato preferencial del estado nazi por el que Hauer hizo campaña.
El desarrollo del Movimiento de Fe Alemana giró en torno a:
- La propagación de la ideología 'Blut und Boden'.
- el sincretismo de ceremonias cristianas con equivalentes paganos; La deidad pagana más favorecida es el sol, como puede verse en la bandera del movimiento de fe.
- El culto a la personalidad de Hitler.
- La propagación del paganismo nórdico en toda Alemania.

Movimientos similares han permanecido activos en Alemania desde 1945 fuera de las estructuras educativas y sociales generales.